# آيت بوشبوض (تيليشت آيت واعلو)
آيت بوشبوض هو دُوَّار يقع بجماعة سيدي عياد، إقليم ميدلت، جهة درعة تافيلالت في المملكة المغربية. ينتمي الدوّار لمشيخة تيليشت آيت واعلو التي تضم 10 دواوير. يقدر عدد سكانه بـ 347 نسمة حسب الإحصاء الرسمي للسكان والسكنى لسنة 2004.

## وصلات خارجية
- البوابة الوطنية للجماعات الترابية
- المندوبية السامية للتخطيط